# Amsterdam (Diaframma)
Amsterdam è un EP dei Diaframma pubblicato nel 1985 da I.R.A. Records.

## Il disco
Il disco è stato realizzato in collaborazione con i Litfiba e pubblicato in vinile trasparente.
Amsterdam, la cui versione originale è contenuta nell'album Siberia dei Diaframma, è cantata in duetto da Miro Sassolini dei Diaframma e da Piero Pelù dei Litfiba ed è suonata da entrambi i gruppi, eccezion fatta per la batteria che è elettronica.
Gli altri due brani, arrangiati da Francesco Magnelli, sono dei soli Diaframma ed erano all'epoca inediti altrove; entrambi, nelle stesse versioni, sono stati ripresi nella ristampa in CD del 1992 dell'album Siberia dei Diaframma (nelle ristampe successive è stata inclusa anche la prima traccia dell'EP).

## Tracce
Lato A
1. Amsterdam (Diaframma & Litfiba) – 5:28 (Fiumani)

Durata totale: 5:28
Lato B
1. Elena (Diaframma) – 4:14 (Fiumani)
2. Ultimo Boulevard (Diaframma) – 3:47 (Fiumani)

Durata totale: 8:01